# Pavol Sedlák
Pavol Sedlák (* 21. listopadu 1979 Bratislava) je slovenský fotbalový trenér, bývalý profesionální fotbalista (záložník) a reprezentant.

## Hráčská kariéra
Bratislavský rodák a odchovanec Slovanu (trenér Ján Fáber) hrál slovenskou ligu za Slovan Bratislava (1998–2003 a 2006–2008), Duklu Banská Bystrica (2005), Petržalku (2009–2010) a DAC Dunajská Streda (2011). Hrál také II. ligu za Rimavskou Sobotu (2005–2006 a 2010–2012) a bratislavský Inter (2008–2009). V sezoně 1998/99 dobyl double s bratislavským Slovanem, s banskobystrickou Duklou získal slovenský fotbalový pohár na jaře 2005.
V sezoně 2003/04 nastupoval v turecké lize za Çaykur Rizespor.
Na podzim 2004 zasáhl do jednoho utkání české ligy v dresu 1. FC Brno (dobový název Zbrojovky), aniž by skóroval. Tento zápas se hrál v sobotu 2. října 2004 na Stadionu U Nisy v Liberci a domácí v něm zvítězili 1:0. Za zbrojovácké B-mužstvo si připsal sedm druholigových startů na podzim 2004, v nichž jednou skóroval.
Po sezoně 2011/12 přestoupil ze Slovanu do Rakouska, kde byl hráčem SC Neusiedl am See 1919 (2012–podzim 2013) a FC Mönchhof Betonwerk-Kirschner (2014). Od února 2015 nastupuje za FC Petržalka (do roku 2017 jako FC Petržalka Akadémia).

### Reprezentace
Dvakrát reprezentoval Slovensko (16.08.2000–10.12.2006). Debutoval ve středu 16. srpna 2000 v Bratislavě proti Chorvatsku (nerozhodně 1:1). Naposled reprezentoval v neděli 10. prosince 2006 v Abú Zabí proti domácím Spojeným arabským emirátům (výhra Slovenska 2:1).

### Evropské poháry
Se Slovanem Bratislava startoval v kvalifikaci Ligy mistrů UEFA (1999/00: 1 start/0 gólů/45 minut) a Poháru UEFA (2000/01: 4/1/359, 2001/02: 3/0/255).

### Prvoligová bilance
| Ročník                     | Zápasy | Góly | Minuty | Klub                        |
| -------------------------- | ------ | ---- | ------ | --------------------------- |
| I. liga 1997/98            | 5      | 0    | –      | ŠK Slovan Bratislava        |
| I. liga 1998/99            | 24     | 2    | –      | ŠK Slovan Bratislava        |
| I. liga 1999/00            | 27     | 4    | –      | ŠK Slovan Bratislava        |
| I. liga 2000/01            | 35     | 4    | –      | ŠK Slovan Bratislava        |
| I. liga 2001/02            | 32     | 1    | –      | ŠK Slovan Bratislava        |
| I. liga 2002/03            | 29     | 2    | –      | ŠK Slovan Bratislava        |
| I. liga 2003/04            | 16     | 0    | 986    | Çaykur Rizespor             |
| I. liga 2004/05            | 1      | 0    | 21     | 1. FC Brno                  |
| I. liga 2004/05            | 7      | 0    | –      | FK Dukla Banská Bystrica    |
| I. liga 2006/07            | 30     | 3    | –      | ŠK Slovan Bratislava        |
| I. liga 2007/08            | 26     | 2    | –      | ŠK Slovan Bratislava        |
| I. liga 2009/10            | 28     | 1    | –      | MFK Petržalka               |
| I. liga 2011/12            | 4      | 0    | 281    | FK DAC 1904 Dunajská Streda |
| CELKEM I. LIGA (2004)      | 1      | 0    | 21     |                             |
| CELKEM I. LIGA (1998–2011) | 247    | 19   | –      |                             |
| CELKEM I. LIGA (2003–2004) | 16     | 0    | 986    |                             |

## Trenérská kariéra
Ke konci profesionální hráčské kariéry se stal trenérem. Trenérskou licenci obdržel 1. listopadu 2011 Od 16. září 2013 je držitelem licence UEFA „A“.